# Společnost pro obnovu Mariánského sloupu na Staroměstském náměstí v Praze
Společnost pro obnovu Mariánského sloupu na Staroměstském náměstí v Praze je občanské sdružení (podle právní úpravy platné od roku 2014 spolek), které vzniklo v roce 1990 a jehož posláním je podle stanov z roku 2015 „vyvíjet aktivity směřující k znovupostavení Mariánského sloupu v jeho původní podobě na Staroměstském náměstí v Praze. K tomuto účelu rozvíjí spolek činnost organizační, duchovně a kulturně osvětovou pro zabezpečení obnovy Mariánského sloupu“. Spolek může používat i latinské označení „Societas Columnae beatae Mariae Virginis renovandae in platea Veteris Urbis Pragae“. Výsledkem třicetiletého úsilí Společnosti je obnovený Mariánský sloup, slavnostně posvěcený 15. srpna 2020. Společnost i nadále pokračuje ve své činnosti, zaměřené nyní na doplnění sloupu o sousoší čtyř andělů.

## Vznik a náplň činnosti
Myšlenka obnovení pražského Mariánského sloupu se objevila krátce po jeho stržení v listopadu 1918, ale až po sametové revoluci se její zastánci zorganizovali s cílem obnovit sloup v jeho původní podobě, ze stejného materiálu a na původním místě. Prvním předsedou Společnosti se stal architekt Pavel Nauman, který byl také autorem dokumentace projektu obnovy Mariánského sloupu; využil k tomu fotogrammetrické zaměření starých fotografií a dochované fragmenty sloupu.
Grafiku pro prezentaci Společnosti navrhl typograf František Štorm, synovec Pavla Naumana.
Úsilí Společnosti o obnovu sloupu, které je hlavní náplní její činnosti, je spojeno s dalšími aktivitami, jako je spolupráce s médii, osvětová, přednášková a vydavatelská činnost; kromě pohlednic a příležitostných letáků Společnost vydala např. Pražskou legendu Václava Renče (bibliofilské vydání, 2008) nebo pragensii Jana Bradny a Karla Kavičky Praha – Mariánský sloup na Staroměstském náměstí.
Čestným předsedou Společnosti je někdejší opat kláštera premonstrátů v Praze na Strahově J. M. Michael Josef Pojezdný, O.Praem.

## Úsilí o obnovu sloupu

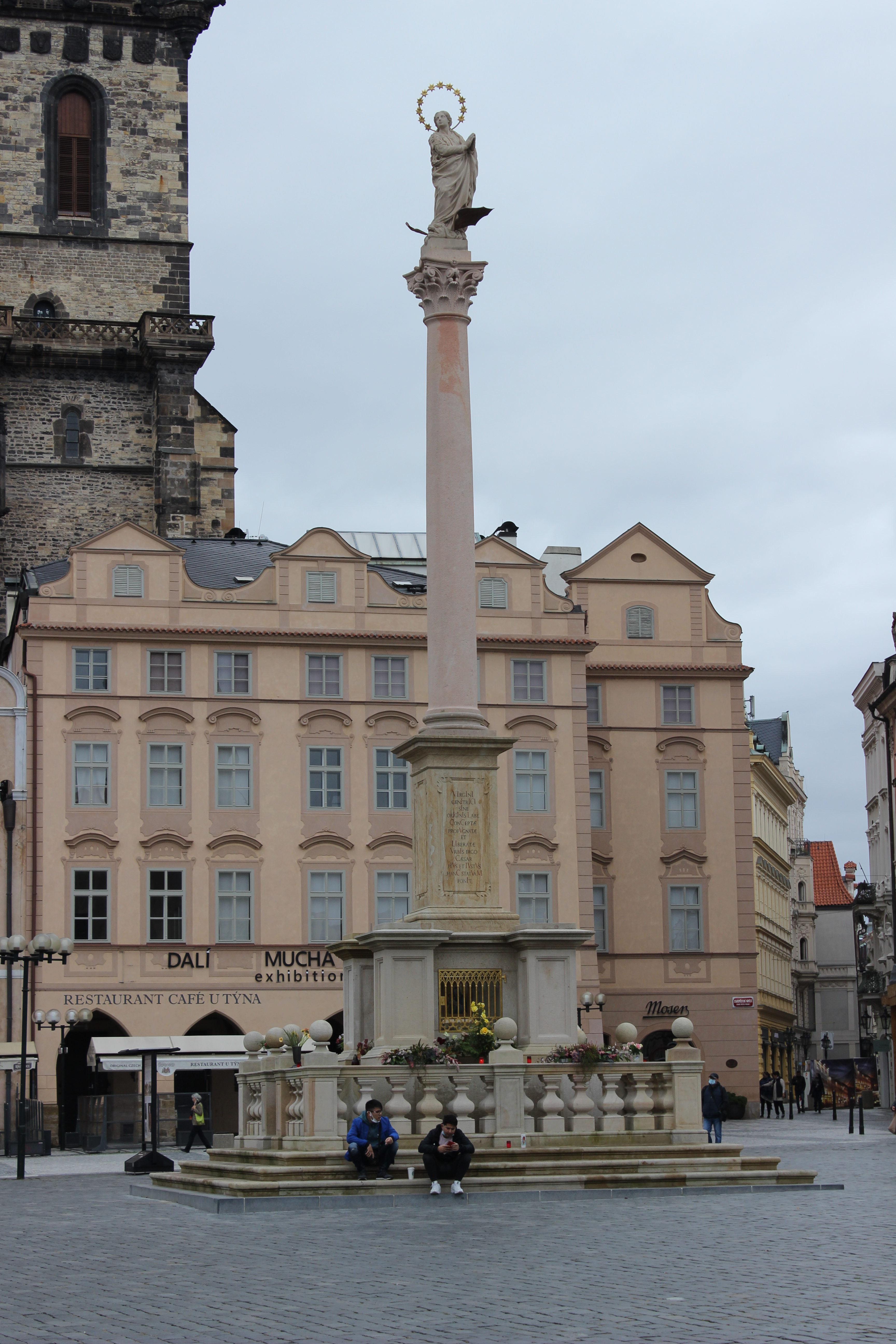
Pohled na nový sloup, říjen 2020

Podle Naumanovy dokumentace byl vyroben základní kámen, který byl 2. listopadu 1993 usazen do dlažby Staroměstského náměstí a následující den, 3. listopadu 1993 (75. výročí stržení sloupu) ho opat Michael Pojezdný posvětil. Základní kámen měl podobu pěti čtvercových žulových desek a byl na něm (česky, německy, latinsky a anglicky) nápis "Zde stál a opět bude stát Mariánský sloup" (část nápisu "a opět bude stát" pak byla na pokyn pražského magistrátu odsekána).
V roce 1996 vydala Společnost brožuru s informací o svém záměru vyhlásit celonárodní sbírku na obnovu sloupu.
V roce 1997 vyzvala Společnost na základě výběrového řízení akademického sochaře Petra Váňu, aby repliku sloupu zhotovil. Bez nároku na honorář pak v letech 1997–2017 Petr Váňa společně s dalšími kameníky vytvořil kopii původní architektury i sochu Panny Marie. Materiál na jednotlivé díly vesměs věnovali příznivci obnovy sloupu. Podstavec s kónickým sloupem stál do roku 2020 v zahradě kostela sv. Karla Boromejského pod Petřínem, kopie sochy Panny Marie byla umístěna u bočního vchodu do Týnského chrámu. Schody, dlažba, balustrády a další díly spodní části byly uskladněny v depozitáři v Jaroměři a do Prahy dopraveny lodí v červnu 2019.

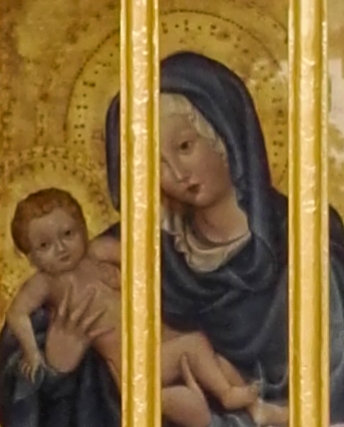
Kopie obrazu Panny Marie Rynecké v sanktuáři sloupu, za sklem a chráněná mříží

V roce 2009 Společnost nechala od akademického malíře a restaurátora Radomila Klouzy zhotovit kopii obrazu Panny Marie Rynecké a zajistila i požehnání tohoto díla Svatým otcem Benediktem XVI. při mši svaté na letišti v Brně-Tuřanech během jeho návštěvy České republiky.
Současně Společnost usilovala i o zajištění souhlasu příslušných orgánů hlavního města s obnovou sloupu. Souhlas byl udělen v roce 2013 a mezi Společností pro obnovu Mariánského sloupu a Hlavním městem Prahou byla uzavřena dohoda o provedení stavby. Následně byla uzavřena i smlouva o smlouvě budoucí darovací a v roce 2014 odbor památkové péče vydal závazné stanovisko, ve kterém provedení prací na rekonstrukci sloupu v podobě navrhované Společností připustil. V roce 2015 proběhl archeologický průzkum, který ověřil stav základových kamenů.
I přes platnost stavebního povolení v roce 2017 tehdejší vedení města předchozí názor změnilo a rozhodlo se souhlas Prahy s umístěním sloupu na náměstí odejmout. Přesto se krátce před vypršením platnosti povolení v květnu 2019 pokusili zhotovitelé stavbu zahájit, ale bylo jim to znemožněno.

## Realizace obnovy sloupu v roce 2020

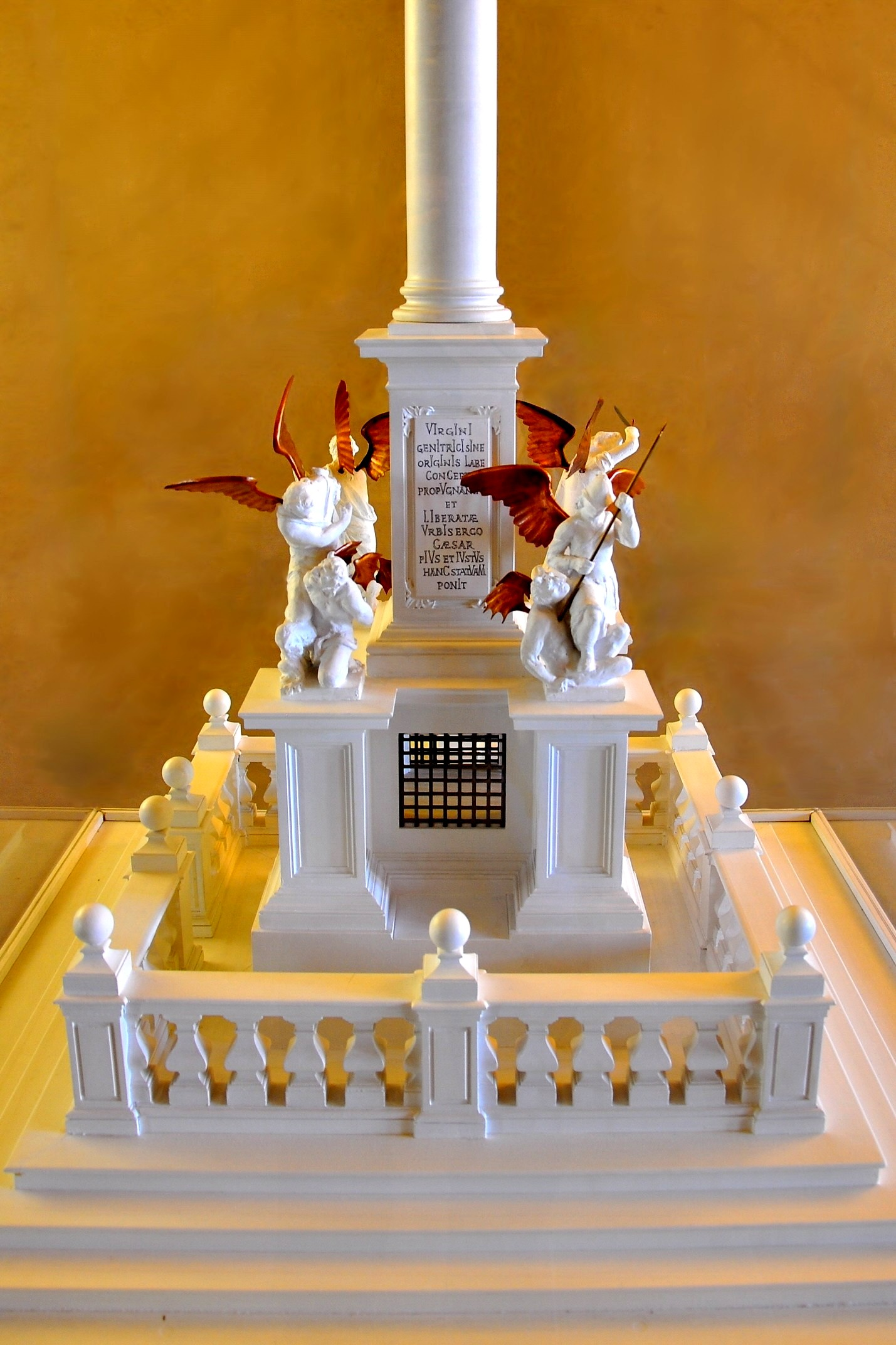
Sádrový model spodní části sloupu s anděly

K obratu došlo v lednu 2020, kdy zastupitelstvo Hlavního města Prahy obnovu sloupu znovu projednalo a schválilo. Stavba sloupu začala 17. února 2020 a hlavní práce byly dokončeny 4. června 2020 umístěním sochy Marie na vrchol sloupu. Za zábor staveniště pražská Technická správa komunikací požadovala od Společnosti víc než jeden milion korun, nakonec byl ale poplatek zrušen. Náklady Společnosti na obnovu částí sloupu během třiadvaceti let byly asi dva a půl milionu korun, náklady na výstavbu na Staroměstském náměstí byly odhadovány na pět milionů a hodnotu samotného sloupu odborníci odhadli na 58 milionů korun).
K posvěcení nového sloupu zorganizovala Společnost dne 15. srpna 2020, tedy o svátku Nanebevzetí Panny Marie, velkou mariánskou slavnost. Po bohoslužbě konané v chrámu Matky Boží před Týnem vložil Petr Váňa do sanktuária v podstavci sloupu kopii obrazu Panny Marie Rynecké a pražský arcibiskup Dominik kardinál Duka obnovený Mariánský sloup požehnal.

## Další záměry Společnosti
Společnost pro obnovu Mariánského sloupu se v srpnu 2020 rozhodla v rekonstrukci sloupu pokračovat a usilovat o jeho kompletaci do původní podoby, tedy sloup ještě doplnit sousošími andělů, která by měla být osazena na připravené sokly ve spodní části sloupu. Modely, podle nichž by se sochy vysekaly, by bylo možné vytvořit naskenováním soch andělů v Lapidáriu panoramatickými kamerami a jejich vytištěním na 3D tiskárně. Pokud by Společnost ke zhotovení jednotlivých soch andělů vybrala čtyři různé sochaře, mohla by se potřebná doba zkrátit na 4 až 5 let. Další průběh závisí na jednáních s odborníky, s pracovníky Národního muzea a Lapidária, s pracovníky památkové péče i dalšími.

## Práce na zhotovení soch andělů
Podle informací zveřejněných v roce 2023 práce na zhotovení soch andělů probíhají a po výběrovém řízení se na nich podílejí čtyři sochaři. Petr Váňa pracuje v Karlíku na soše anděla srážejícího ďábla kopím, sochař a restaurátor Jiří Kačer zhotovuje ve Břvích anděla bojujícího s drakem, třetího anděla přemáhajícího lva zhotovuje profesor Petr Siegel ve Stranné. Nejtěžší úkol má sochař Vojtěch Adamec (mladší) v Litovli: tvoří anděla přemáhajícího ďábla křížem, z něhož se zachovalo jen minimální torzo, a pro nový model využívá zobrazení sochy na starých rytinách Mariánského sloupu.